# Chemin de fer Vevey–Chexbres
La compagnie du Chemin de fer Vevey – Puidoux-Chexbres, est une ancienne compagnie de chemin de fer privée, active de 1899 à 2013, possédant la ligne de chemin de fer à voie normale Vevey - Puidoux-Chexbres dans le Canton de Vaud en Suisse. Son chemin de fer est surnommé le train des vignes.

## Histoire et situation actuelle

### Naissance et les débuts de l'exploitation

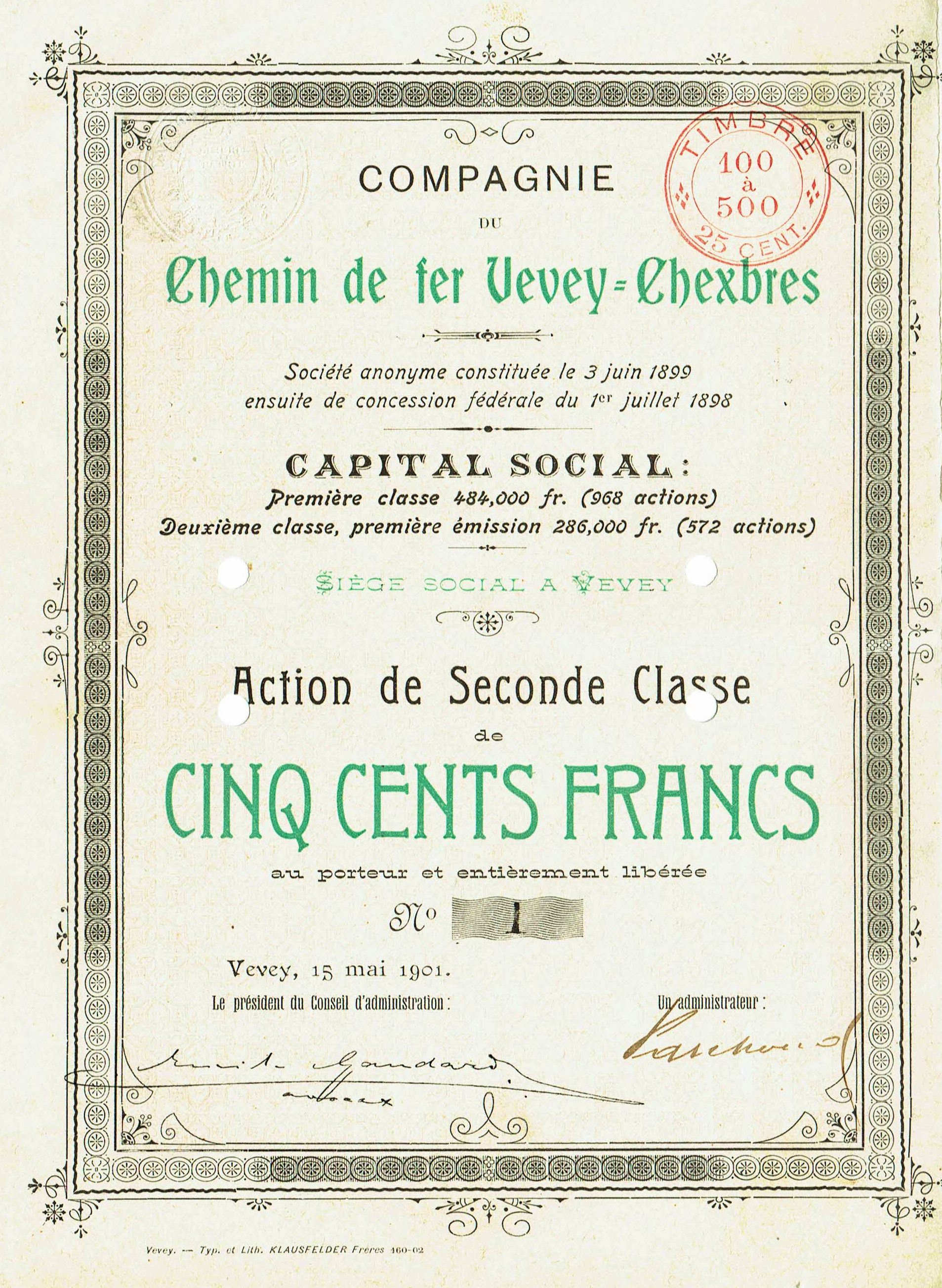
Action de la Compagnie du Chemin de fer Vevey-Chexbres en date du 15 mai 1901

Durant l'avènement du chemin de fer en Suisse au XIXe siècle, plusieurs réseaux se développent. Aussi, après plusieurs tentatives de commissions n'aboutissant pas à obtenir un raccordement pour la Riviera auprès du Grand Conseil, c'est un projet d'une ligne reliant Vevey à Chexbres par Julien Chapuis, responsable du Chemin de fer Yverdon-Sainte-Croix ainsi que du Brig-Visp-Zermatt Bahn, envoyé aux chambres fédérales à Berne le 10 septembre 1886 qui aboutira à la naissance du VCh.
La Berne fédérale accorde une concession le 1er juillet 1898 valable jusqu'en 1978. Ainsi, la Compagnie du chemin de fer Vevey-Chexbres est fondée le 3 juin 1899. Dès ce moment-là, l'exploitation de la ligne est prévue d'être assurée par le chemin de fer Jura-Simplon. Toutefois, les accords financiers n'arrivant pas à être fixés entre les deux compagnies, ce n'est qu'avec la nouvelle régie fédérale des CFF dans laquelle a été intégrée le Jura-Simplon qu'un accord a été trouvé. La construction de la ligne a commencé le 30 octobre 1900 pour aboutir un peu moins de quatre ans plus tard. La ligne est inaugurée le 2 mai 1904.
Durant les premières années de l'exploitation, peu de faits marquants sont à relever. En 1904, la gare de Chexbres se trouvant sur la ligne Lausanne – Berne est renommée gare de Puidoux-Chexbres pour éviter la confusion avec la gare de Chexbres-Village mise en service la même année.

### Électrification
La ligne Vevey – Chexbres est en rampe sur presque sa totalité. Aussi, il est difficile par temps humide, lorsque les feuilles jonchent les rails, de démarrer en rampe avec une locomotive à vapeur. Un projet d'électrification est présenté le 14 novembre 1939 et il sera très rapidement approuvé un jour avant Noël, le 24 décembre 1939. Les travaux seront conduits en 5 mois. Le système électrique choisi est le même que celui de la ligne du Simplon, à savoir 15 000 V en courant alternatif à fréquence spéciale 16 ²⁄₃ Hz. La section de la caténaire est choisie à 70 mm2. Les premiers trains électriques roule sur la ligne à partir du 15 mai 1940,. La caténaire est remplacée par une nouvelle de section plus importante en 1995 lors de la réfection complète de la ligne de contact.

### Fin de la compagnie
Depuis la seconde partie des années 2000, la ligne fait partie du RER Vaudois. Il s'agit plus exactement de la ligne S31 selon la dénomination des CFF. Jusqu'en 2010, les actionnaires majoritaires de la compagnie sont le Canton de Vaud ainsi que la commune de Vevey. La gestion de son infrastructure a été assurée par la société Golden-Pass service, qui gère aussi le MOB. Le statut de la société ne correspondant plus aux exigences actuelles, le Golden-Pass Service a demandé à être déchargé de la gestion au profit des CFF lors de l'assemblée générale de 2008. Cette reprise, approuvée par l'assemblée, se fait en deux étapes. La première consiste à rendre les CFF actionnaires majoritaires. Ils ne détenaient que 5 % des actions en 2008. Puis, la seconde étape consiste à liquider la société et intégrer complètement le VCh aux CFF. Ces derniers pourraient notamment adapter la ligne pour créer un axe reliant Berne au Chablais. La première étape de la reprise par l'ex-régie fédérale a été achevée en janvier 2011 par l'acquisition de cette dernière de la majorité des actions de la société du VCh. En mai 2013 a lieu la dernière assemblée générale de la compagnie du chemin de fer VCh. L'intégration totale de la compagnie aux CFF est votée et l'ex-régie fédérale devient propriétaire de la ligne. La compagnie est radiée le 11 juin 2013.

## Matériel roulant
Jusqu'au 29 mai 2012, la rame se composait de l'automotrice Colibri RBDe 560 131-5 et de la voiture-pilote Colibri Bt 50 85 29-35 931-9 (dénomination CFF). Depuis le 30 mai 2012, une composition Domino de 2 véhicules circule sur la ligne.

### Uniformisation du train

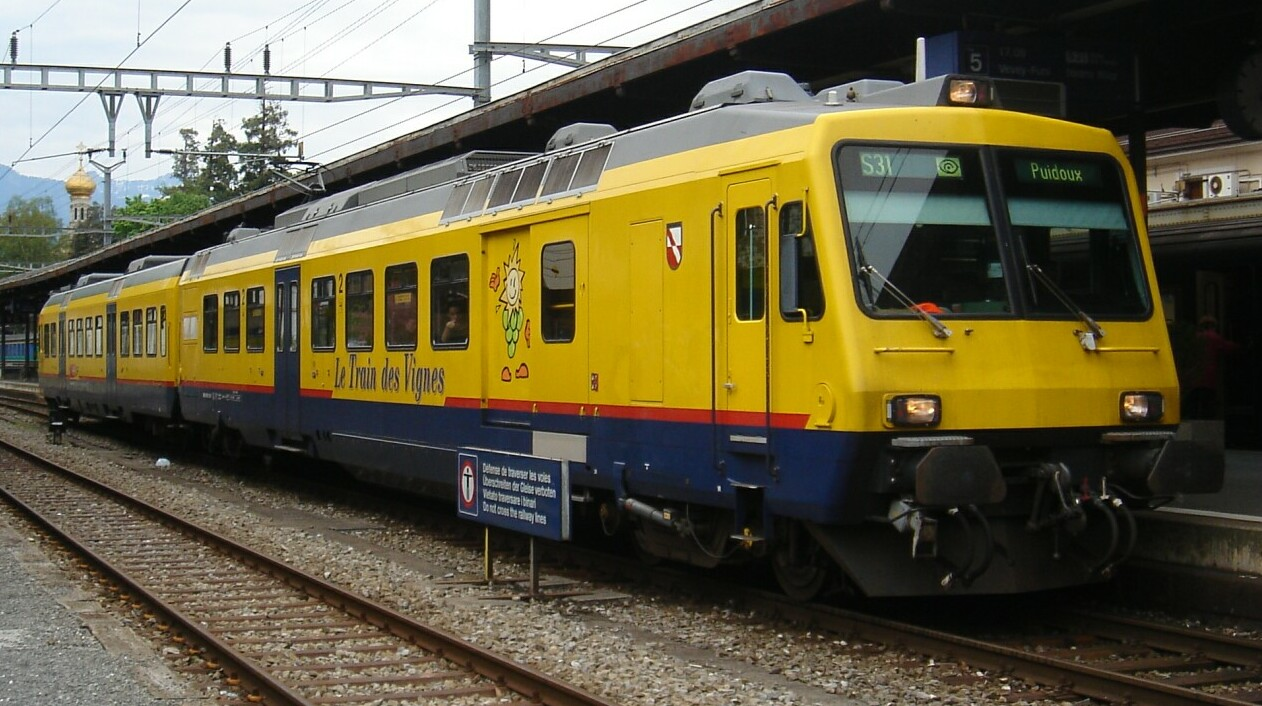
Le train des vignes sur la ligne Vevey-Chexbres

La rame du Train des Vignes n'était "pas comme les autres", avec une peinture jaune, bleu et rouge (photo), arborant aussi sa mascotte du nom de "Grappi". Cette livrée était bien connue des touristes et identifiait clairement le train de la ligne du "Train des Vignes". Le "train jaune" circula jusqu'au 29 mai 2012. En effet, une rame Domino de 2 éléments avec une livrée CFF standard (noir, blanc et rouge) entra en service dès le lendemain 30 mai 2012 sur la ligne du Train des Vignes. Cette uniformisation (aux couleurs de toutes les rames DOMINO des CFF, sauf celles de RégionAlps [Valais] et celles Travys [Vallorbe-Le Brassus]) marque ainsi le rachat de la ligne par les CFF.
L'automotrice, partie aux ateliers CFF d'Yverdon-les-Bains pour sa transformation, sera ainsi renumérotée : RBDe 560 Do 94 85-7 296-6 CH-SBB
La rame de 2 éléments circula jusqu'au dimanche 14 décembre 2014. Au lendemain du changement d'horaire, soit le lundi 15 décembre 2014, une rame "standard" à 3 éléments fut définitivement introduite. L'ajout d'une voiture intermédiaire type INOVA à plancher surbaissé permet ainsi un accès facilité aux personnes à mobilité réduite et la réintroduction de WC (aussi accessibles aux personnes à mobilité réduite).

### Réintroduction de la1reclasse
Avec la mise en service de cette nouvelle rame Domino, la 1re classe est à nouveau présente après plus de 35 ans d'absence. Depuis le 30 mai 2012, une composition rénovée circule sur la ligne du RER Vaud entre Vevey et Puidoux.